# خورشید احمد
خورشید احمد (ااردو: خورشید احمد‎؛ ۲۳ مارس ۱۹۳۲ – ۱۳ آوریل ۲۰۲۵) (۱۳۱۱ تا ۲۴ فروردین/حمل ۱۴۰۴) اقتصاددان، فیلسوف، سیاست‌مدار و فعال اسلامی پاکستانی بود که در توسعهٔ فقه اقتصادی اسلامی به‌عنوان یک رشتهٔ دانشگاهی نقش داشت. او هم‌چنین یکی از بنیان‌گذاران بنیاد اسلامی در لستر، بریتانیا (به‌همراه خرم مراد) به‌شمار می‌رود. 
او از چهره‌های ارشد محافظه‌کار به‌شمار می‌رفت و از اعضای باسابقهٔ حزب اسلام‌گرای جماعت اسلامی (JeI) بود. وی در انتخابات عمومی سال ۲۰۰۲، از سوی ائتلاف متحده مجلس عمل (MMA)، نامزد شد و به عضویت سنا درآمد. دورهٔ سناتوری او تا سال ۲۰۱۲ ادامه داشت. خورشید احمد هم‌چنین در دوران حکومت ضیاءالحق، به‌عنوان مشاور سیاست‌گذاری ایفای نقش کرد و ریاست کمیسیون برنامه‌ریزی را برعهده داشت؛ تمرکز اصلی او در این دوره، اسلامی‌سازی اقتصاد ملی پاکستان در دههٔ ۱۹۸۰ بود.

## زندگی‌نامه
احمد در ۲۳ مارس ۱۹۳۲ (۳ حمل ۱۳۱۱) در دهلی، هند بریتانیا، در خانواده‌ای اردو‌زبان زاده شد. او در کالج انگلو-عربی در دهلی تحصیل کرد. پس از تقسیم هند در سال ۱۹۴۷، خانواده‌اش به پاکستان مهاجرت کردند و در لاهور، پنجاب ساکن شدند. پس از آن، احمد در سال ۱۹۴۹ وارد دانشگاه دولتی لاهور شد و در رشته‌های کسب‌وکار و اقتصاد به تحصیل پرداخت. همان سال، نخستین مقالهٔ انگلیسی خود را در نشریهٔ The Muslim Economist (اقتصاد اسلامی) منتشر کرد.
او در سال ۱۹۵۲ با درجهٔ ممتاز در رشتهٔ اقتصاد، مدرک کارشناسی خود را دریافت کرد. در همین دوران، به مطالعهٔ آثار فلسفی ابوالاعلی مودودی پرداخت و به‌عنوان عضو فعال در حزب جماعت اسلامی (JeI) فعالیت می‌کرد. در همان سال، آزمون وکالت را پشت سر گذاشت و وارد رشتهٔ حقوق در دانشگاه دولتی لاهور (GCU) شد، جایی که تمرکز اصلی او بر فقه و حقوق اسلامی بود. احمد هم‌زمان با تحصیل، به فعالیت حزبی در جماعت اسلامی ادامه داد و دروس مطالعات اسلامی نیز تدریس می‌کرد.
پس از وقوع نا‌آرامی‌ها و شورش‌های خشونت‌آمیز در لاهور، احمد برای پرهیز از دستگیری و بازداشت گستردهٔ اعضای جماعت اسلامی توسط پلیس ایالت پنجاب، دانشگاه را ترک کرد و به‌طور دائم به کراچی نقل مکان نمود.
خورشید احمد پس از مهاجرت به کراچی، در دانشگاه کراچی ثبت‌نام کرد و در سال ۱۹۵۸ با مدرک کارشناسی ارشد با درجهٔ ممتاز در اقتصاد فارغ‌التحصیل شد. پایان‌نامهٔ او بر آثار بنیادی آدام اسمیت دربارهٔ مفهوم دست نامرئی و نظام سرمایه‌داری متمرکز بود.
در سال ۱۹۶۲ (۱۳۴۱)، خورشید احمد با مدرک کارشناسی ارشد با درجهٔ ممتاز در مطالعات اسلامی از دانشگاه کراچی فارغ‌التحصیل شد. او در سال ۱۹۶۵ موفق به دریافت بورسیه برای ادامهٔ تحصیل در مقطع دکتری در بریتانیا شد. احمد در دانشگاه لستر ثبت‌نام کرد و به دانشکدهٔ اقتصاد این دانشگاه پیوست. وی در سال‌های ۱۹۶۷–۱۹۶۸ با موفقیت از پایان‌نامهٔ دکتری خود در رشتهٔ اقتصاد دفاع کرد. موضوع رسالهٔ دکترای او فقه اقتصادی اسلامی بود.
در سال ۱۹۷۰، دانشگاه لستر به پاس خدمات احمد در ترویج سوادآموزی، به او دکترای افتخاری در آموزش اعطا کرد. در همان سال، او به انگلستان نقل مکان کرد و به گروه فلسفه دانشگاه لستر پیوست تا به تدریس فلسفهٔ معاصر بپردازد. 

## جوایز و تقدیرها
- به‌پاس خدمات علمی و پژوهشی‌اش، خورشید احمد در ۲۳ مارس ۲۰۱۱ موفق به دریافت نشان امتیاز، عالی‌ترین نشان غیرنظامی کشور پاکستان شد.
- او همچنین در سال ۱۹۹۰ به‌همراه علی الطنطاوی، برندهٔ مشترک جایزه ملک فیصل برای خدمات به اسلام گردید.[۵]

## آثار
1. Economic development in an Islamic framework, 1979, Leicester‬: ‎Islamic Foundation[۶]
2. Family Life In Islam, 1977, The Islamic Foundation[۷]
3. Islam: Basic principles and characteristics, 1977, Islamic Teaching Center[۸]

### ترجمه به فارسی
1. اسلام و غرب، ترجمه: غلام‌رضا سعیدی، ۱۳۴۷، دارالتبلیغ اسلامی، قم.[۹]
2. اصول تعلیم و تربیت اسلامی، ترجمه: سکینه سرابخش، ۱۳۶۸.[۱۰]
3. مطالعاتی در اقتصاد اسلامی، ترجمه: محمدجواد احمدی، ۱۳۷۴، مشهد، بنیاد پژوهش‌های آستان رضوی.[۱۱]